# 로로스
로로스(Loro's)는 대한민국의 록 그룹이다. 2005년 도재명과 진실의 2명으로 결성하였으며 복남규, 김석, 제인이 합류하였다. 그룹의 이름은 미국의 록 밴드 핀백(Pinback)이 1999년 발표한 싱글 《Loro》에서 유래했다.
2008년 첫 스튜디오 앨범 《Pax》를 발매했으며 이로 2009년 한국대중음악상 올해의 신인을 수상했다. 2014년 발표한 앨범 《W.A.N.D.Y》로 2015년 한국대중음악상 올해의 음반, 최우수 모던 록 음반을 수상했다. 2015년 7월부터 활동을 중단하였다.

## 구성원
- 도재명 (키보드, 신스, 보컬)
- 진실 (기타)

칵스의 베이스 박선빈과 드러머 임상욱과 함께 밴드 'Life and Time' 으로도 활동하고 있다.
- 최종민 (기타)
- 김석 (베이스 기타)
- 복남규 (드럼)

스키조의 드럼으로 활동한 적이 있다.
- 하제인 (첼로, 신스, 보컬)
피카(Pika)라는 이름으로 솔로 활동도 하고있다.[2][3]

## 내력
- 2005년 진실과 도재명 둘이서 활동을 시작
이어서 드러머 복남규, 베이스의 김석, 첼로의 제인이 멤버로 합류하고 본격적인 라인업을 갖춘다.
- 2006년 첫 싱글《Scent Of Orchid》(SINGLE) 발매.
2006년 이후부터 쌈지 사운드 페스티벌 숨은고수를 시작으로 국내 클럽공연과 락페스티발에서 활발한 활동을 하게 된다. 또한 군입대한 진실의 빈자리를 대신하여 세션으로 참여하던 최종민이 멤버로 합류하게 된다.
- 2008년 2월에 첫 정규 음반 《Pax》를 발매했다.
- 2009년 3월 12일에 열린 《제6회 한국대중음악상》에서 1집 Pax로 '올해의 신인상'을 수상한다.[4]
- 2009년 4월 EP 《Dream(S)》발매.[5]
- 2009년 11월 도재명과 최종민의 군입대로 2011년 9월까지 공백기를 가지고, 그랜드 민트 페스티벌로 복귀를 알렸다.[6]
- 2014년 10월 2집《W.A.N.D.Y》발매[7]
- 2015년 《제 12회 한국대중음악상》에서 2집 W.A.N.D.Y.로 '올해의 음반상' 및 '올해의 모던락 음반상'을 수상한다.[8][9]
- 2015년 5월, 기타 진실이 밴드 Life and Time 에 집중하기 위해서 탈퇴를 선언한다.[10]
- 2015년 7월, 페이스북 공식 계정에 현재 포맷의 일체 활동이 중단됨을 알리는 도재명의 글이 올라왔다.[11] 이후에도 도재명은 음악 활동을 이어오고 있으며,[12] 제인 역시 피카(Pika)라는 이름으로 솔로 활동을 이어오고 있다.[13]

## 음반 목록

### 정규 음반
| 순서 | 제목      | 발매일자        | 수록곡 |
| ---- | --------- | --------------- | --- |
| 1    | Pax       | 2008년 2월 1일  | 1. Intro 2. I Say 3. 방 안에서 4. 비행 5. It's Raining Pt. 1 6. It's Raining Pt. 2 7. Doremi 8. 바람 9. Pax 10. 너의 오른쪽 안구에서 난초향이 나 11. Habracadabra 12. She didn't go to the party |
| 2    | W.A.N.D.Y | 2014년 10월 2일 | 1. W.A.N.D.Y 2. U 3. 여기 우리가 만나는 곳 4. 춤을 추자 5. Undercurrent 6. Homo Separatus 7. Monster 8. Babel 9. Home video 10. Senna 11. We Are Not Dead Yet 12. 송가                           |

### 싱글
| 순서 | 제목            | 발매일자        | 수록곡                                                                 |
| ---- | --------------- | --------------- | ---------------------------------------------------------------------- |
| 1    | Scent of Orchid | 2006년 12월 1일 | 1. 너의 오른쪽 안구에선 난초향이 나 2. My Cute Gorilla 3. Habracadabra |
| 2    | Time            | 2015년 3월 3일  | 1. Time (feat. 이승열)                                                 |

### EP
| 순서 | 제목     | 발매일자        | 수록곡                                    |
| ---- | -------- | --------------- | ----------------------------------------- |
| 1    | Dream(s) | 2009년 4월 29일 | 1. Dream(s) 1 2. Dream(s) 2 3. Dream(s) 3 |

## 수상
| 연도 | 시상식         | 부문                               | 후보작        | 결과 |
| ---- | -------------- | ---------------------------------- | ------------- | ---- |
| 2009 | 한국대중음악상 | 올해의 신인                        |               | 수상 |
| 2009 | 한국대중음악상 | 최우수 모던 록 (음반)              | 〈Pax〉       | 후보 |
| 2009 | 한국대중음악상 | 최우수 모던 록 (노래)              | 〈Pax〉       | 후보 |
| 2009 | 한국대중음악상 | 네티즌이 뽑은 올해의 음악인 (그룹) |               | 후보 |
| 2015 | 한국대중음악상 | 올해의 음반                        | 《W.A.N.D.Y》 | 수상 |
| 2015 | 한국대중음악상 | 최우수 모던 록 (음반)              | 《W.A.N.D.Y》 | 수상 |
| 2015 | 한국대중음악상 | 최우수 모던 록 (노래)              | 〈U〉         | 후보 |
| 2015 | 한국대중음악상 | 네티즌이 뽑은 올해의 음악인 (그룹) |               | 후보 |